# Journal de Monaco
Pour les articles homonymes, voir Journal officiel et JM.
Le Journal de Monaco (JM), sous-titré Bulletin officiel de la Principauté, est le quotidien officiel de la principauté de Monaco dans lequel sont publiés les différents textes législatifs et réglementaires du Gouvernement princier. 
La publication du bulletin, en langue française, est hebdomadaire (chaque vendredi).
La dénomination du quotidien est institutionnalisée dans le cadre de la Constitution du 17 décembre 1962, notamment à l’article 63, sur la nécessité de publier les comptes-rendus des séances publiques du Conseil national, et au 69, sur l’application des lois et ordonnances au lendemain de leur publication dans le Journal de Monaco. 
Cette publication officielle fait suite à L’Éden, dont le premier numéro est édité le 30 mai 1858. Les publications actuelles ont d’ailleurs pour référence cette date : en mars 2015, la gazette de la Principauté est publiée dans le cadre de la « cent cinquante-huitième année ».